# 1.ª Brigada Marinha Provisória
A 1ª Brigada Marinha Provisória foi uma brigada de infantaria do Corpo de Fuzileiros Navais dos Estados Unidos (USMC) que existiu, periodicamente, de 1912 a 1950. Foi um ad hoc unidade formada por operações específicas e não é considerado um "permanente" do USMC unidade.
Brigada viu cinco breve ativações para o serviço de mais de 40 anos. Primeiro criado para o dever em Cuba seguinte a Rebelião dos Negros, a brigada não foi ativada até 1941, quando foram apressadamente reconstituídos, a partir do 6º Regimento de Marinha para guarnecer a Islândia após a ocupação do país pelas tropas Britânicas, durante a II Guerra Mundial. A brigada serviu mais uma vez na guerra, durante a Batalha de Guam, no Pacífico, a Guerra, a realização de um desembarque anfíbio na ilha do setor sul, e subjugar a resistência dos Japoneses tropas. Ele foi ativado mais uma vez em um breve organizacional shift após a guerra.
A brigada foi formada novamente em 1950, quando foi montado às pressas para o serviço na Guerra da coreia. A brigada participou em um contra-ataque em Masan antes o reforço do Exército dos Estados Unidos unidades durante a Batalha de Perímetro de Pusan, e no Primeiro e Segundo Batalhas de Naktong da Curvatura ao longo do Rio Naktong . A brigada foi desativada pela última vez, quando foi fundida com a 1ª Divisão de fuzileiros.

## Organização
1ª Brigada Marinha Provisória variaram em tamanho e estrutura cada vez que ele foi criado. A sede e a Empresa de Serviços, a empresa, compreendendo o pessoal da sede e pessoal de apoio, foi muito menor do que o equivalente a empresa no padrão Marinha brigadas. Cada iteração da brigada foi atribuído provisório da polícia militar, de sinal e de apoio companhias e pelotões. Esta não era uma prática incomum para o U.S. Marine Corps, que criou o ad hoc unidades regularmente, em tempo de guerra. Durante a II Guerra Mundial duas outras provisória Marinha brigadas formaram-se, que, eventualmente, expandiu-se em divisões.
Componente de unidades variado consideravelmente bem. Na primeira iteração, em 1912, a brigada tinha apenas 1.200 homens em duas provisória regimentos. Quando re-formado para a missão na Islândia , em 1941, ele foi baseado em torno de voluntários da 2ª Divisão de Marinha. Voluntários da divisão foram movidos para o 6º Regimento de Marinha's 1º, 2º e 3º Batalhões, e o 10º Regimento de Marinha's 2º Batalhão. Ele tomou 4,095 homens de Uma Companhia do 2º Batalhão de tanques, Uma Companhia do 2º Batalhão de Serviço, e pára-quedas e antitanque pelotões. Para a Islândia implantação, a 5ª Defesa Marinha do Batalhão foi anexado. Em sua 1944 iteração, a brigada foi muito maior do que um padrão de bombeiros, 9,886 homens, formado em torno do 4º Regimento de Marinha e o 22º Regimento de Marinha, com sede provisória, a polícia militar e o sinal empresas e provisório para o batalhão de artilharia. O 53º Construção Naval Batalhão foi também atribuído.(ver: Seabees)
A brigada da Guerra da coreia foi a organização de um 4,725 homem-força em torno do 5º Regimento de Marinha e apoiado pela Marinha do Grupo de Aeronaves 33, , incluindo a polícia militar, o reconhecimento e as empresas de inteligência. A força de ataque incluído o 1º Batalhão, o 2º Batalhão e 3º Batalhão do 5º Regimento de Marinha , bem como o apoio às empresas do 1º Batalhão de Engenharia de Combate, o 1º Batalhão de Médicos, de 1º de Transporte de Motor Batalhão, o 1º Batalhão de Artilharia, do 1º Batalhão de Serviço, 1º da Costa Partido Batalhão, 1ª Sinal de Batalhão, o 1º Batalhão de tanques, 1º de Anfíbios Empresa de tratores, e 1º de Combate Grupo de Serviço.
Em cada uma de suas iterações, a brigada não foi organizada como uma formação permanente. Normalmente, ele foi criado somente como um temporária de linha de frente da unidade enquanto a maior da Marinha dos Estados Unidos unidades foram formadas. A brigada seria, em seguida, mesclar com estes para formar uma Marinha divisão. 1942 brigada de fusão com a 2ª Divisão de Marinha, de 1944 brigada foi a base para a formação do novo 6ª Divisão de Marinha, e o de 1950 a brigada agiu como um avanço força para a recém reativada 1ª Divisão de fuzileiros antes de a fusão em unidade.

## História

### Cuba
1ª Brigada Marinha Provisória foi criada em 1912 para ocupação de funções em Cuba. No início do ano, o Negro Rebelião irrompeu em toda Cuba entre os ex - escravos negros. 1º Provisória Regimento de Marinha de 450 homens sob Coronel Lincoln Karmany foi montado na Filadélfia, Pensilvânia, em 22 de Maio. Ao mesmo tempo, um 2º Provisória Regimento de Marinha de 750 homens sob as ordens do Coronel James Mahoney, reunidos em Key West, Florida. Os dois regimentos, partiu para Cuba, a bordo do USS Prairie, com o 1º Batalhão do 2º Regimento, o desembarque em Havana e o restante da força em Guantánamo. Há que se combinaram para formar o 1º Provisória Brigada de Marinha no início de junho em Karmany, e os Estados Unidos Soldados se espalharam no Oriente Província, ocupando 26 cidades e controlar todo o tráfego ferroviário na área. Os Fuzileiros navais protegido Estados Unidos plantações de cana de açúcar no Siboney e El Cobre até o final de julho, quando o governo Cubano foi capaz de reprimir a revolta. Nesse ponto, os Fuzileiros navais puxado de volta para Guantánamo, dissolvida a brigada e voltou para casa.

#### A diferenciação com outros "1st Marine Brigadas"
Uma segunda "1ª Brigada de Marinha" foi criada em 1935, servindo em Cuba, em 1940, antes de ser expandida e redesignado como a 1ª Divisão de fuzileiros, em 1941. Esta brigada foi originalmente criado em 1913, como o 1º de Avanço Força de Brigada. no Entanto, a 1º de Antecedência Força da Brigada, e seus descendentes, não era considerado um "provisório" da unidade. A brigada servido em Porto Rico e no México em 1914, bem como na República Dominicana (1916), e manteve um estabelecimento permanente no Haiti de 1915 até a sua desativação, em 1934. Ele foi reativado em 1935, como a 1ª Brigada antes de redesignation como a 1ª Brigada de Marinha. O vintage 1935 1ª Brigada de Marinha foi considerado uma unidade separada e não tem nenhuma relação linear para o 1º Provisória Marinha de bombeiros. Além disso, ainda uma terceira "1ª Brigada de Marinha" foi criado em 1956, tornando-se mais tarde o 1º Marinhos, Anfíbios Brigada, em 1985, a 1ª Brigada Expedicionária naval (1º MEB) em 1988. 1º MEB é também uma organização separada para fins de linhagem e ações sem histórico de relação com a 1ª Provisória Marinha de bombeiros.

### Segunda Guerra Mundial

#### Islândia

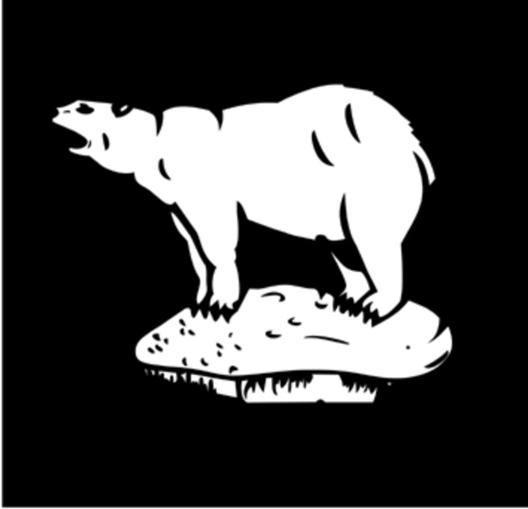
A insígnia da British 49 (West Riding) Divisão de Infantaria foi usado pelo 1º Provisória Marinha, Brigada brevemente na Islândia.
O patch original pode observar-se a : www.nps.gov/parkhistory/online_books/npswapa/extContent/usmc/pcn-190-003118-00/images/fig15.jpg

Em Maio de 1940, durante a II Guerra Mundial, o Reino Unido deu início a uma invasão do politicamente neutro, Islândia, temendo que, caso contrário, iria cair para as forças da Alemanha Nazista , que recentemente tinha conquistado a Dinamarca. A islândia população indígena foi, em geral, em oposição à ocupação Britânica, preferindo, em vez disso, as tropas dos Estados Unidos, que foi neutro em que fase da guerra. a Islândia assinaram um acordo de defesa com os Estados Unidos, em que tropas de Estados Unidos seria estacionadas na ilha-nação. O U.S. Marine Corps montado às pressas 1º Provisória Marinha, Brigada de Charleston, Carolina do Sul, para ir para a Islândia como parte do acordo. A brigada foi ativado pela primeira vez em 14 de julho de 1941. os Seus elementos foram tiradas a partir da 2ª Divisão de Marinha, que estava treinando no Corpo de fuzileiros navais da Base de dados de San Diego e Acampamento Elliott, tanto em San Diego, Califórnia. Este trouxe a força de uma potência de 4,095 homens. Eles foram os primeiros de 28.000 homens ocupando a Islândia sob o Major-General Holland, M. Smith e sua 1ª Divisão de fuzileiros. Enquanto a 1ª Divisão de fuzileiros foi a construção de suas forças, porém, a Brigada Provisória iria realizar a Islândia. No entanto, as prioridades logo mudou e a 1ª Divisão de fuzileiros foi movido para outro. 1º Provisória Marinha Brigada em vez disso, foi acompanhado por unidades do Exército dos Estados Unidos.

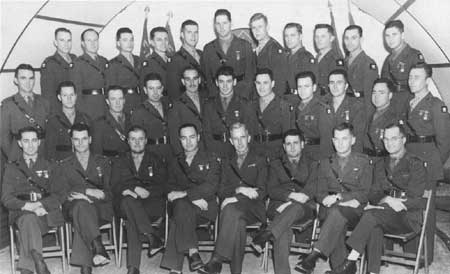
Oficiais da 1ª Provisória Marinha, Brigada de posar para uma fotografia na Islândia, em 1941.

Sob o comando do Brigadeiro-General John Marston e o Coronel Leo D. Hermle, a brigada partiu de San Diego para Charleston, a bordo do ataque de transportes USS Heywood, USS Fuller, e USS William P. Biddle. Lá, eles se reuniram com adicional de navios que naufragaram com seus suprimentos, bem como os restantes elementos da brigada, o 5º Batalhão de Defesa. Estes elementos foram unidos pela USS Orizaba, USS Arcturus, e USS Hamul , em 27 de junho. Eles foram escoltados pela Força-Tarefa 19, uma frota de 25 Marinha dos Estados Unidos navios de guerra, incluindo os navios de guerra USS Arkansas e USS New York , bem como os cruzadores USS Brooklyn e USS Nashville. A força parado em terra nova, antes de continuar para a Islândia, desembarque em Reykjavík no dia 7 de julho. Lá eles aliviado o Exército Britânico 49 (West Riding) Divisão de Infantaria de controle de algumas áreas do país, enquanto os Britânicos continuaram a administrar o restante.
O Britânico comandantes distribuído 1ª Brigada Marinha Provisória de todos os campos ao redor de Reykjavik , para atuar como uma força de emergência que poderia rapidamente contador de qualquer invasão alemã. Os Britânicos deram a sua divisão de patch para a brigada, e foi usado para o restante dos Fuzileiros navais no' tempo na Islândia. Os Fuzileiros navais foram agrupadas por unidades do Exército dos EUA e Army Air Corps , em agosto de 1941. 1ª Brigada Marinha Provisória gastou muito de seu tempo na Islândia, a construção de infra-estruturas e bases para fortalecer a Islândia contra um possível ataque alemão. Em 22 de setembro, a divisão Britânica partiu a Islândia e o comando foi assumido pelo Exército dos Estados Unidos. Durante o inverno de 1941-1942 a brigada viu nenhum combate e gastou muito de seu tempo tentando construir fortificações e da broca para o combate, dificultada pela falta de suprimentos, equipamentos de comunicações, de transportes, e tempo bom. Além da ocasional alemão aviões de reconhecimento, sem forças alemãs vieram para a Islândia.
A seguir do ataque a Pearl Harbor, os homens foram informados de que eles seriam remanejados da Islândia no início de 1942, seria, provavelmente, a um combate no Pacífico. Em janeiro de 1942, a brigada começou a implementação de volta para os Estados Unidos, um batalhão de cada vez. Elementos da brigada foram gradualmente aliviado por unidades do Exército e voltou para a Cidade de Nova York , a bordo do USS McCawley e o USS Boringuen até Março de 1942, quando a brigada inteira estava em Nova York. A brigada foi dissolvida em Nova Iorque, em 25 de Março de 1942, e os elementos que o compõem foram realocados para a 2ª Divisão de fuzileiros. a Maioria deles foram imediatamente enviados para a Califórnia e até o final do ano a maioria dos Fuzileiros navais tinham sido transferidos para unidades de combate na Campanha de Guadalcanal.

#### Guam
Em 18 de abril de 1944, 1ª Brigada Marinha Provisória foi novamente ativada, desta vez em Guadalcanal, e colocada na reserva por um tempo, comandada pelo Brigadeiro-General Lemuel C. Pastor. Em julho, foi transferida para as Ilhas Marshall para a planejada invasão de Guam, uma ilha sob o controle do Império do Japão. Esta muito maior brigada foi construído em torno de 4º e 22 de Marinha Regimentos com as unidades de apoio, e composta por 9,886 Fuzileiros navais. A brigada foi atribuído a III Anfíbio de Corpo, uma força quase 67,000 forte, em antecipação de 15 de julho de invasão de Guam's praias do sul, em conjunto com um desembarque norte pelo Exército 4.500-homem 305th Regimento de Infantaria, 77 Divisão de Infantaria. A brigada começaram a formação em Guadalcanal em conjunto com a 3ª Divisão marítima. Em seguida, no início de julho, as duas formações encenado através do Atol de Eniwetok , em preparação para a invasão.

Um mapa de 1944, na campanha realizada pelos Fuzileiros navais para recapturar Guam.

Em 21 de julho, às 08:32 a 22 de Fuzileiros navais desembarcaram nas praias em torno de Agat , enquanto a 4 de Fuzileiros navais desembarcaram em Bangi Aponte para o norte. Opostos os EUA desembarques foram 22,000 Japoneses tropas estacionadas na ilha. O mais intenso conflito atingiu a outras unidades da III Anfíbio de Corpo para o norte, que realizou através de um pesado Japonês contra-ataques. O 1º Provisória Marinha, Brigada encontrou resistência mais leve nas praias do sul, mas, no entanto, travou uma substancial Japonês força ocupando Gaan Ponto, entre os dois regimentos de' zonas de desembarque. Japonês defensores haviam construído fortificações no ponto, incluindo o Tipo 41 75 mm de Montanha Armas que tinha sido detectado nos EUA reconhecimento de sondas, , utilizando o pino para baixo de 20 veículos anfíbios de apoio a 22 de Fuzileiros navais e retardar seu avanço. O dia 22 de Fuzileiros navais, posteriormente, passou a maior parte do dia, capturar o ponto contra dura Japonês resistência. Seu 1º Batalhão foi finalmente capaz de capturar Agat, e o 2º Batalhão tomou o Monte Alifan, 1,000 metro (3,4 in) para o interior. entretanto, o 1º Batalhão do 4º Fuzileiros navais teve Bangi ponto com apoio do 3º Batalhão. Eles começaram um avanço para Montar Alifan mas foram adiadas por uma feroz Japonês resistência interior. Ao cair da noite, os Japoneses montado um grande, coordenado contra-ataque que não teve êxito. no final do dia, os dias 4 e 22 de Fuzileiros navais tinham cargos 2,000 metros (6,7 in) para a ilha, ao longo 4,500
-metro (14,76 pé) de frente. O 305th Regimental Combat Team suporte Marines por vários dias antes de voltar ao resto do 77º Divisão de Infantaria para o norte. A 1ª Brigada 7 milhas (11 km) do sul da 3ª Divisão de Marinha e 77º Divisão de Infantaria zonas de pouso para o norte em Asan. Em 25 de julho, as duas forças de corte Orote Península entre as duas zonas de pouso, e a brigada virou-oeste e autorizou a península até 29 de julho, contra a mais pesado resistência, matando cerca de 2.500 Japoneses. É avançado para o norte em uma varredura em movimento com o 4º Marines na direita, flanco oeste e 22 de Fuzileiros navais à esquerda, flanco leste, até atingir as forças no norte da praia de desembarques.
Até 28 de julho, a 3ª Divisão de Marinha e 77º Divisão de Infantaria formada uma contínua flanco e foram avançando para o norte. No dia 6 de agosto, a brigada se juntou a eles na esquerda, flanco ocidental. Aqui, as forças Japonesas encenado última se destaca no resto das suas fortificações, e redutos no Monte de Santa Rosa foram autorizadas no dia 8 de agosto, Ritidian Ponto em 10 de agosto, e Pati Ponto de o mesmo dia. A ilha foi declarada "oficialmente" seguro às 11:31 em 10 de agosto, depois de 11.000 Japoneses mortos haviam sido contados. No entanto, milhares de Japoneses tropas fugiram para a floresta de Guam após a luta, e mop-up de operações continuou muito depois a ilha foi declarada segura. Por V-J Day, a ilha tinha custo Japonês 18,400 mortos e 1.250 capturado, e os norte-Americanos de 1.700 mortos e 6.000 feridos. 1º Provisória Marinha, Brigada, no entanto, apenas assistido em mop-up de operações para um mês. A 4 de Fuzileiros navais movido ao longo do litoral norte, enquanto o dia 22 de Soldados que patrulhavam o interior e para o sul.
Em 9 de setembro de 1944, a brigada foi dissolvida e seus elementos foram movidos para Guadalcanal, onde o novo 6ª Divisão de Marinha estava se formando. Essa divisão foi ativado em 25 de setembro de 1944. a Maioria dos Provisória Marinha, Brigada de unidades foram transferidas para o comando da 6ª Divisão de Marinha. A 29 de Regimento de Marinha foi adicionado para formar a divisão.

### Depois da guerra
1ª Brigada Marinha Provisória foi brevemente re-formada no pós-guerra era em 1 de junho de 1947, ampliando o 1º Batalhão, 11 de Fuzileiros navais. A força serviu como uma força de contingência para a área do Oceano Pacífico, com base em Camp Witek, Guam. No entanto, como pós-guerra, os gastos militares foi drasticamente reduzida, a brigada nesse tempo foi muito undermanned, e considerou-se apenas uma "unidade de papel". foi novamente "reduzido" e re-designado o 1º Provisória Batalhão de Artilharia em 1 de outubro de 1947.

### Guerra Da Coreia

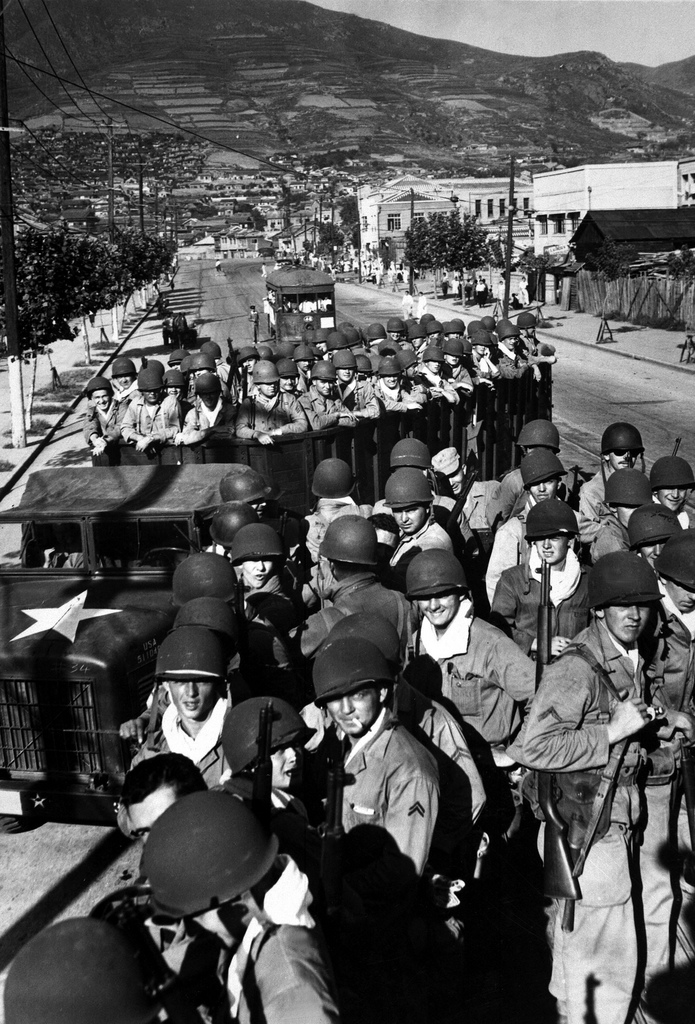
Fuzileiros navais desembarcam em Pusan, no seu caminho para as linhas de frente em agosto de 1950.

O U.S. Marine Corps, que foram drasticamente reduzidos em tamanho após a Guerra Mundial II, foi preparado no início da Guerra da coreia , em 25 de junho de 1950. O Joint Chiefs of Staff ordenou que o Corpo de fuzileiros navais de pronto um 15,000 homem-divisão para o serviço na Coreia como uma parte das Nações Unidas para o Comando que está sendo criado lá. A Marinha começou a reconstruir a 1ª Divisão de fuzileiros para a guerra de resistência, mas, enquanto isso, reuniu uma 4,725 homem-força em torno do 5º Regimento de Marinha para auxiliar no esforço de guerra, o mais rapidamente possível. Em 7 de julho, o 1º Provisória Marinha, Brigada foi reativado na Califórnia. Uma semana mais tarde, ele partiu de Long Beach e San Diego. O regimento, que tinha sido originalmente previsto para o desembarque no Japão, ignorada país e desembarcou em Pusan, na Coreia do Sul no dia 3 de agosto. Como ele viajou para a Coreia, ele foi colocado sob o comando do Brigadeiro-General Edward A. Craig, que se encontrou com a brigada do país. A brigada foi apoiado pela Marinha do Grupo de Aeronaves 33, e tornou-se subordinada a unidade do Oitavo Exército dos Estados Unidos , sob o Tenente-Geral Walton Walker, que colocou em sua reserva.

#### Força-Tarefa Kean
A brigada foi imediatamente movido para Masan, o flanco ocidental do Perímetro de Pusan, que o Oitavo Exército tinha criado para resistir a Norte-coreano Exército que estava tentando saturação de forças da ONU. A brigada juntou os EUA 25ª Divisão de Infantaria e a 5ª Regimental Combat Team, sob o Major-General William B. Kean. As três unidades formado de "Força-Tarefa Kean", uma formação de cerca de 20.000 homens.
General Walker e o Oitavo Exército começou a preparar uma contra-ofensiva, o primeiro realizado pela ONU na guerra, de 6 de agosto. Seria chute de fora com um ataque dos EUA unidades de reserva em Masan área para proteger Chinju da para o Norte coreano 6ª Divisão, seguido por um maior e mais geral empurrar para o Kum Rio no meio do mês. Uma das Walker metas era a de quebrar a suspeita de uma massa de tropas Norte-coreano perto de Taegu, forçando a separação de alguns Norte-coreano unidades do sul. Em 6 de agosto, o Oitavo Exército emitido a directiva operacional para o ataque pela força-tarefa. O plano de ataque foi para mover para o oeste a partir de posições detidas perto de Masan, aproveitar o Chinju Passar, e segura a linha até o Rio Nam, e dependia de chegada de todo o EUA 2ª Divisão de Infantaria, bem como mais três batalhões de tanques Americanos que estavam na rota dos Estados Unidos.
Força-tarefa Kean começou seu ataque sobre 7 de agosto, movendo-se fora do Masan. O 1º Provisória Marinha, Brigada avançou para Pansong, rapidamente causando 350 vítimas sobre os Norte-Coreanos como ele invadiu o Norte o coreano 6ª Divisão da sede. A outras unidades da Força-Tarefa, no entanto, foram desacelerados em para o Norte o coreano resistência. Força-Tarefa Kean pressionado no Chindong-ni área, resultando em uma confusa batalha onde a fragmentação da força teve que contar com ataques aéreos e lançamentos aéreos de grande para mantê-lo eficaz. Força-Tarefa Kean ofensiva tinha colidiu com um ser entregues simultaneamente pelo Norte-coreano 6ª Divisão.
Combates pesados continuada na área por três dias. Até 9 de agosto, a Força-Tarefa Kean estava pronta para retomar Chinju. A força-tarefa, auxiliado pelo poder aéreo, inicialmente avançado rapidamente embora para o Norte o coreano resistência foi pesado. No dia 10 de agosto, os Fuzileiros navais pegou o avanço, , inadvertidamente, enfrentando o Norte-coreano 83 Motorizado Regimento de 105º Blindado Divisão, que foi pego de surpresa e tentou retirar-se. F4U Corsários do 1º Marine Asa de Avião metralharam o recuo coluna repetidamente, causando 200 vítimas e a destruição de cerca de 100 do regimento de equipamentos de veículos, mas 1º Provisória Marinha, Brigada de forças não foram capazes de acompanhar o ataque, como eles foram remanejados de outros lugares sobre o perímetro em 12 de agosto. Força-Tarefa Kean continuou para a frente, apoiado pela artilharia de campo, capturando a área em torno Chondong-ni. Na época, o Oitavo Exército solicitado várias de suas unidades para reimplantar para Taegu para ser usada em qualquer lugar na frente, particularmente no Naktong Bojo.
No final da contra-ofensiva em 14 de agosto, a Força-Tarefa Kean tinha falhado em seus dois objetivos de desviar para o Norte o coreano tropas do norte e alcançar o Chinju passar. O NK 6ª Divisão tinha sido reduzido para 3.000 ou 4.000 e tinha para reabastecer suas fileiras com o Sul-coreano conscritos de Andong. a Luta na região continuou durante o resto do mês.

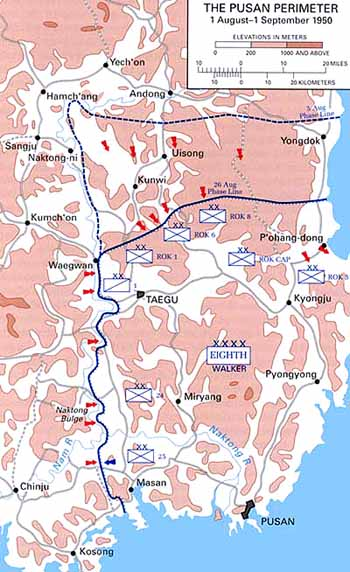
Um mapa tático do Perímetro de Pusan em agosto de 1950.

#### Desativação
Durante a noite anterior, às 20:00 no dia 4 de setembro, Walker tinha encomendado a 1ª Brigada Marinha Provisória libertado do controle operacional da 2ª Divisão eficaz à meia-noite, de 5 de setembro. Às 00:15, de 6 de setembro, os Soldados começaram a deixar suas linhas em Obong-ni Ridge título para Pusan. Eles gostaria de participar do 1º Regimento de Marinha e 7º Regimento de Marinha para formar a nova 1ª Divisão de fuzileiros.
Walker tinha protestou em vão contra a liberação de brigada, acreditando que ele precisava, e todas as tropas, em seguida, na Coréia, se ele fosse para parar o coreano Norte ofensiva contra o Perímetro de Pusan. A ordem solicitado um aquecedor de desacordo entre Walker comando e MacArthur do comando. Walker disse que ele não poderia segurar o Perímetro de Pusan, sem os Fuzileiros navais na reserva, enquanto MacArthur disse que não poderia conduzir o Inchon desembarques sem os Fuzileiros navais. MacArthur respondeu a atribuição de dois recém-chegados unidades da 3ª Divisão de Infantaria, o 17º Regimento de Infantaria e a 65ª Regimento de Infantaria para Walker reservas. Walker não sentir o inexperiente tropas seria eficaz, e acreditavam que a transição de extinção do Perímetro de Pusan, em um momento em que não estava claro se ele poderia segurar os Norte-Coreanos. A brigada se mudou para o Japão e fundiu-se com a 1ª Divisão de fuzileiros. Ele foi desativado como uma unidade independente pela última vez em 13 de setembro de 1950.

### Outros "1ª brigada marinha"
A original "1ª Brigada de Marinha" foi o 1º de Antecedência da Base de dados de Brigada, criada em 1913. Foi redesignado como a "1ª Brigada" em 1914, e em 1935, como a 1ª Brigada de Marinha, FMF. Em 1941, a 1ª Brigada de Marinha foi redesignado como a 1ª Divisão de fuzileiros.